# Tilapia spongotroktis
Coptodon spongotroktis là một loài cá thuộc họ Cichlidae. Nó là loài đặc hữu của Cameroon.